# Félicité Pricet
Félicité Pricet (née vers 1745 à Châtillon-sur-Sèvre, Deux-Sèvres - morte fusillée le 18 janvier 1794 à  Avrillé) fait partie des martyrs d'Avrillé et d'Angers, massacrés pendant la guerre de Vendée, sous la Révolution française.

## Sa vie
Laïque, originaire de Châtillon-sur-Sèvre, dans le Poitou, elle a suivi les rebelles. Jean-Clément Martin rapporte son procès : parce qu'elle est allé à la messe des prêtres réfractaires, et parce qu'elle est d'une « dévotion insoutenable » la lettre F est inscrite en marge (F pour fusillée) du rapport par les commissaires-recenseurs
Elle est fusillée à Avrillé (Maine-et-Loire), près d'Angers le 18 janvier 1794 (30 pluviôse an 2) avec d'autres religieuses et laïcs, dont Monique Pichery, Carole Lucas et Victoire Gusteau.
Félicité Pricet a été béatifiée par Jean-Paul II le 19 février 1984, en même temps que quatre-vingt-dix-neufs des deux mille personnes (estimées) fusillées à Avrillé et guillotinées à Angers, place du Ralliement en 1793 et 1794.

## Le contexte historique
Entre avril et janvier 1794, durant les guerres de Vendée, près de 2 000 personnes seront fusillées à Avrillé par les colonnes infernales de Turreau. Le Champ des Martyrs, où se déroulèrent ces exécutions, est devenu un lieu de pèlerinage en Anjou. Une chapelle expiatoire y a été édifiée au XIXe siècle.

## Fête
Sa mémoire liturgique est célébrée le 18 janvier